# Eforos
Eforos, född omkring 400 f.Kr. i Kyme i Aiolien, död omkring 330 f.Kr. var en grekisk historiker. 
Tillsammans med historikern Theopompos var han elev hos Isokrates, i vars skola han tog två kurser i retorik. Han synes dock inte ha tagit intryck av utbildningen, och det sägs att det var Isokrates som förelog att han skulle överge retoriken och i stället ägna sig åt litterär komposition och historia. Frukten av hans arbete blev ett verk i 29 band, den första universalhistorien någonsin. Den började med heraklidernas återkomst till Peloponnesos som den första säkert fastställda historiska händelsen. Verket reviderades av hans son Demophilos som lade till en trettionde bok.
Varje bok var fristående, med eget förord och egen titel. Det står klart att Eforos utnyttjadede bästa av källor, och hans verk blev prisat och flitigt läst. Diodorus Siculus och andra använde hans verk i hög utsträckning. Strabon berömmer honom för de geografiska undersökningarna och för att vara den förste att skilja historia från geografi. Strabon citerar ett långt stycke där Eforos redogör för pederastin på Kreta, vilket är den enda pålitliga källa som finns om saken. Polybios skriver å ena sidan att han har ansenliga kunskaper om marin krigföring, men å andra sidan förlöjligar han beskrivningen av slaget vid Leuctra och slaget vid Mantinea eftersom de enligt hans mening visar en okunskap om krigföring på land.
Eforos berömmes vidare - dock inte alltid - för att göra en skarp åtskillnad mellan mytologi och historia; han menade till exempel att man skulle vara skeptisk till detaljrikedom i äldre historieskrivningar. Stilistiskt var han enligt samtida bedömare högdragen och artificiell, vilket må vara naturligt med tanke på hans studiebakgrund, och återkommande hade retoriska effekter företräde framför historiskt korrekta återgivningar. Enligt Dionysios av Halikarnassos var han och Theopompos emellertid de enda vilkas språk var korrekta och färdigmogna. Han skrev även flera andra verk, som har gått förlorade.
Ingenting om hans liv är känt, annat än vad Plutarkos skriver, att han avböjde ett besök till Alexander den stores hov.
Hans stora produktion till trots, har inget annat än spridda fragment överlevt antiken. Hela historieverket är borta.